# チッカリング・ホール (ボストン、1883年開場)

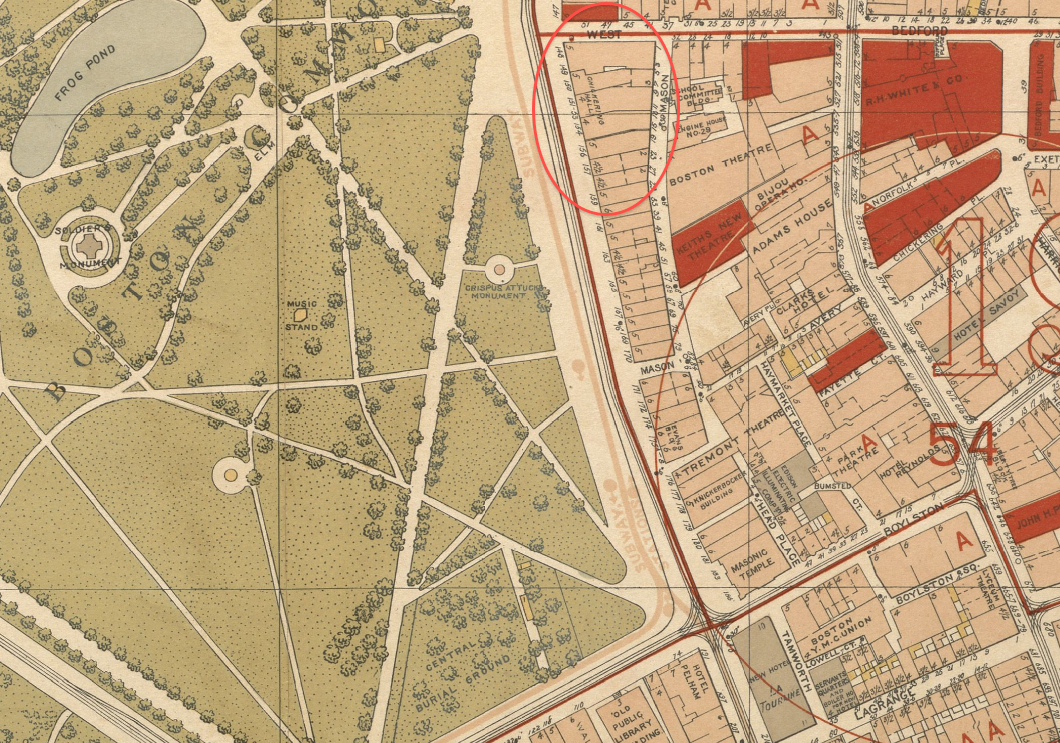
ボストン・コモンに面してチッカリング・ホールが表示されている1896年の地図の一部。

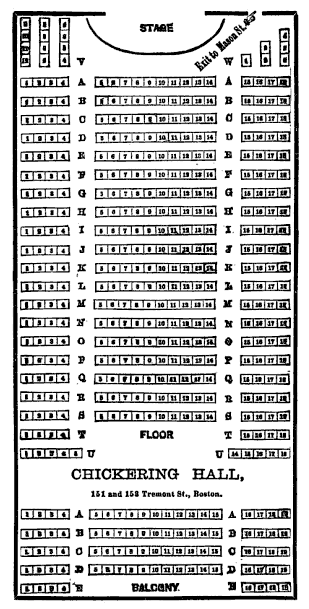
1880年代の座席表。

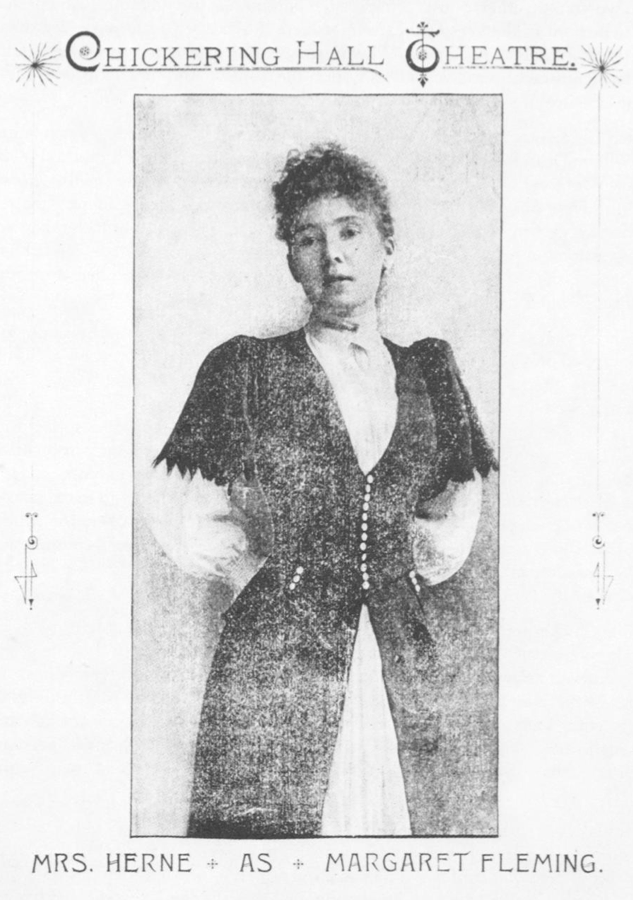
「マーガレット・フレミング役のハーン夫人 (Mrs. Herne as Margaret Fleming)」と紹介されている女優キャサリン・コーコランの写真、1891年。

チッカリング・ホール (Chickering Hall) は、19世紀末の1883年に開場したマサチューセッツ州ボストンのコンサート会場。このホールは、ウェスト・ストリート (West Street) との角に近いトレモント・ストリートに面したチッカリング・アンド・サンズのショールームの2階を占めていた。「ブラッドリー、ウィンズロー&ウェザレルが設計にあたり、装飾をE・P・トレッドウェル (E.P. Treadwell) が担当した。このホールの照明はエジソン社の電灯によっている」と開場当時に報じられていた。1895年には、「ボイルストン（・ストリート）に対して、トレモント・ストリート一帯は、延々とピアノの販売代理店が並んでブロックの大部分を占めていたことから長年「ピアノ横丁 (Piano Row)」と称されてきたが、最近は、ボイルストン・ストリートの方に店舗の移動が進んでいる。チッカリング・ホールは、トレモント・ストリート152番地にあり、これまで何年もの間、流行の先端を行く音楽家たちのお気に入りの場所であったし、音楽家という職業の中枢部でもあった」と紹介されていた。

## おもな出演者、行事

### 1880年代
- マシュー・アーノルド[6] - イギリスの詩人
- ジョージ・ワシントン・ケーブル（英語版）[7] - アメリカ合衆国の小説家
- ヒューバート・フォン・ハーコマー（英語版）[8] - ドイツ出身のイギリスの画家
- クネイゼル・カルテット（英語版）[9] - 1885年から1917年までボストンを中心に活動した弦楽四重奏団

### 1890年代
- カーペンター教授 (Prof. Carpenter) - 催眠術[10]
- ヴラディーミル・ド・パハマン[11] - ロシア帝国時代のウクライナ出身のピアニスト
- ジェームズ・A・ハーン（英語版）作『マーガレット・フレミング (Margaret Fleming)』[12] - 劇作家ハーンの2番目の妻だった女優キャサリン・コーコラン (Katherine Corcoran) が主演
- トマス・ネルソン・ペイジ（英語版）[13] - アメリカ合衆国の作家
- フランシス・ホプキンス・スイス（英語版）[13] - アメリカ合衆国の作家
- エドワード・アレグザンダー・マクダウェル[14] - アメリカ合衆国の作曲家、ピアニスト
- ジョージ・グロスミス（英語版） - イギリスのコメディアン[15]

## 当時の広告画像

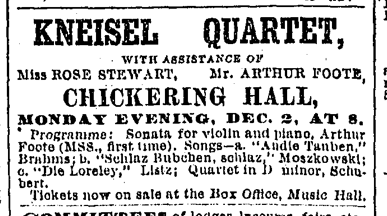
1889年の広告。
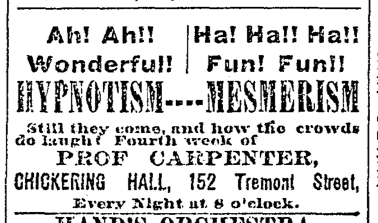
1890年の広告。